# Laniarius poensis
Laniarius poensis là một loài chim trong họ Malaconotidae.